# Commission Internationale Permanente pour l'Epreuve des Armes à Feu Portatives
A Comissão Internacional Permanente para o Teste de Armas de Fogo Portáteis (em francês:  Commission internationale permanente pour l'épreuve des armes à feu portatives, C.I.P.) é uma organização internacional que estabelece padrões para testes de segurança de armas de fogo. (A palavra portatives ("portáteis") no nome refere-se ao fato de que o CIP testa quase exclusivamente armas pequenas; geralmente é omitido da tradução para o inglês.) A partir de 2015, seus membros são os governos nacionais de 14 países. , dos quais 11 são estados membros da União Europeia. O C.I.P. garante que todas as armas de fogo e munições vendidas a compradores civis nos estados membros sejam seguras para os usuários.